# Xavier Báez
Xavier Iván Báez Gamiño (Reynosa, Tamaulipas;  22 de julio de 1987) es un exfutbolista mexicano que jugaba en la posición de mediocampista.

## Vida personal
Toda su vida la pasó en la ciudad fronteriza de Reynosa, Tamaulipas, la ciudad más poblada de ese estado. Desde pequeño se interesó en el fútbol, siendo así uno de sus pasatiempos cotidianos. Se crio en la colonia Módulo 2000, también conocida como el Barrio M2, donde aún radica su familia y sus amigos más cercanos. Es proveniente de una familia pequeña; solo cuenta con un hermano más chico que él, de nombre Eder Omar Báez Gamiño, que también está inmerso en el fútbol.

## Trayectoria

### C. D. Guadalajara
Elemento de las fuerzas básicas de las Chivas Rayadas del Guadalajara.
Jugó en la Primera División 'A' con Chivas Coras (2005-2006) y Club Deportivo Tapatío (2006-2007).
Debutó en la Primera División de México con las Chivas Rayadas el 17 de febrero de 2007, enfrentando a Atlante en el Estadio Jalisco, en partido correspondiente a la Jornada 6 del Clausura 2007; ingresó al terreno de juego al minuto 80 por Sergio Santana y el partido finalizó 0-3 a favor del Guadalajara.  En la Jornada 10, anotó su primer gol en el Máximo Circuito, fue en el Estadio Jalisco y las Chivas Rayadas vencieron 4-0 a los Tiburones Rojos de Veracruz. 
El 26 de septiembre de 2010, Báez llegó a 100 partidos en Primera División, en el duelo Tigres de la UANL contra Club Guadalajara en el Estadio Universitario.  

### Toluca
En diciembre de 2012, reportó con los Diablos Rojos del Toluca.

### Cruz Azul
De cara al Clausura 2014, se confirmó su llegada a la Máquina Celeste de Cruz Azul, en una operación que involucró a Omar Bravo (en ese momento elemento del conjunto cementero).
Integró el plantel que acudió a la Copa Mundial de Clubes de la FIFA 2014 en Marruecos.

### Necaxa
En diciembre de 2015 reportó con el Club Necaxa de la Liga de Ascenso de México. Con el conjunto de Aguascalientes conquistó el título de Liga y la Final de Ascenso 2015-16, al vencer a Mineros de Zacatecas y a Fútbol Club Juárez, respectivamente, concretando el regreso de Necaxa al Máximo Circuito.  

### Austin Bold
En octubre de 2018 firmó con Austin Bold FC, nueva franquicia de la USL Championship.  
La Temporada 2021, fue la tercera y última participación del cuadro texano en la USL Championship.

## Clubes
| Club                  | País           | Año       |
| --------------------- | -------------- | --------- |
| Club Guadalajara      | México         | 2005-2012 |
| Chivas Coras (Cárnet) | México         | 2005-2006 |
| Tapatío (Cárnet)      | México         | 2006-2007 |
| Toluca                | México         | 2013      |
| Cruz Azul             | México         | 2014-2015 |
| Club Necaxa           | México         | 2016-2018 |
| Austin Bold FC        | Estados Unidos | 2019-2021 |

### Partidos y goles
| Competencia                            | Partidos | Goles |
| -------------------------------------- | -------- | ----- |
| Primera División de México             | 270      | 9     |
| USL Championship                       | 78       | 10    |
| Primera División 'A'                   | 54       | 2     |
| Copa Libertadores                      | 30       | 1     |
| Copa México                            | 14       | 0     |
| Liga de Campeones de la Concacaf       | 12       | 0     |
| Copa Sudamericana                      | 9        | 1     |
| InterLiga                              | 4        | 0     |
| SuperLiga Norteamericana               | 3        | 1     |
| US Open Cup 2019                       | 3        | 0     |
| Copa Mundial de Clubes de la FIFA 2014 | 2        | 0     |
| Total                                  | 479      | 24    |

## Palmarés

### Campeonatos nacionales
| Categoría                  | Título                    | Club             | País   |
| -------------------------- | ------------------------- | ---------------- | ------ |
| Primera División de México | Apertura 2006             | Club Guadalajara | México |
| Liga de Ascenso de México  | Clausura 2016             | Club Necaxa      | México |
| Liga de Ascenso de México  | Final de Ascenso 2016     | Club Necaxa      | México |
| Copa México                | Copa México Clausura 2018 | Club Necaxa      | México |

### Otro campeonato
| Título         | Club             | Sede           | Año  |
| -------------- | ---------------- | -------------- | ---- |
| InterLiga 2009 | Club Guadalajara | Estados Unidos | 2009 |

### Otros
| Puesto     | Competencia                            | Club             | Sede      |
| ---------- | -------------------------------------- | ---------------- | --------- |
| 2do. lugar | Copa Libertadores 2010                 | Club Guadalajara | Brasil    |
| 4to. lugar | Copa Mundial de Clubes de la FIFA 2014 | Cruz Azul        | Marruecos |